# Osman Nuri Topbaş

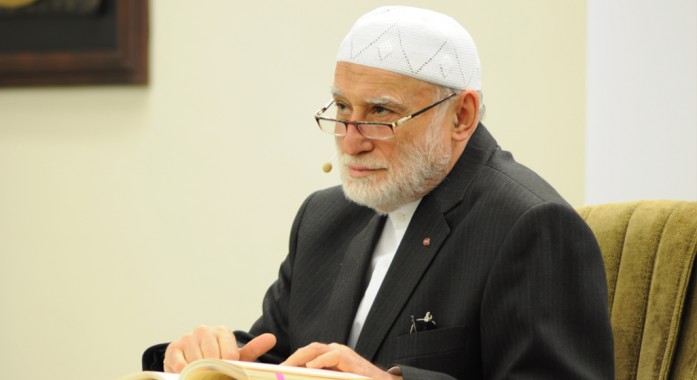
Osman Nuri Topbaş

Osman Nuri Topbaş (* 1942 in Istanbul) ist ein türkischer Sufi-Meister des Naqschbandi-Ordens und Autor.

## Leben
Osman Nuri Topbaş wurde im Jahr 1942 als Sohn des Musa Topbaş und seiner Frau Fatma Feride Hanim, der Tochter des H. Fahri Kigili, im Istanbuler Stadtteil Erenköy geboren. Er ist verheiratet und Vater von vier Kindern.
Nach dem Abschluss der Zihni-Paşa-Grundschule in Erenköy besuchte er ab 1953 das Istanbuler Imam-Hatip-Gymnasium, an dem Lehrer wie M. Celaleddin Ökten, Mahir İz und Nureddin Topçu unterrichteten. Er studierte unter der Anleitung von M. Zekai Konrapa, Yaman Dede (Abdülkadir Keceoğlu), Ahmet Davutoğlu, Mahmud Bayram und Ali Rızā Sağman und machte die Bekanntschaft Necip Fazıl Kısaküreks, dessen Freundeskreis er sich anschloss. Er besuchte dessen Vorträge, las seine Zeitschrift Büyük Doğu und wurde zu einem begeisterten Anhänger seiner Ideen.
Nach dem Abitur war er für einige Zeit in Handel und Produktion tätig, bis er 1962 zum Militärdienst einberufen wurde, den er in Tillo bei Siirt als Lehrer für Reserveoffiziere absolvierte. Nachdem er seinen Militärdienst abgeschlossen hatte, wandte sich Osman Nuri Topbaş wieder dem Handel zu. Er war aktives Mitglied der İlim Yayma Cemiyeti (Gesellschaft zur Verbreitung von Wissen).
Gleichzeitig war er verantwortlich für die von seiner Familie betriebenen sozialen Dienste. Seine wohltätigen Aktivitäten setzte er unter dem Dach der 1985 gegründeten Hüdāyi-Stiftung fort. Dabei war er nicht nur eine treibende Kraft bei deren Gründung, sondern machte sich auch dafür stark, ihren Horizont zu erweitern und die Dienste der Stiftung auch über die Türkei und Afrika hinaus auszuweiten.

## Publikationen
1990 begann Osman Nuri Topbaş, selbst zu schreiben, seine Werke wurden seitdem in eine große Zahl von Sprachen übersetzt. Von Osman Nuri Topbaş veröffentlichte Werke gibt es in 43 verschiedenen Sprachen.
Auf Deutsch sind bisher die folgenden Titel erschienen:
- Der Islam – Innere Wirklichkeit und äußere Form
- Das Geheimnis der Gottesliebe
- Das Stiftungs- und Spendenwesen im Islam
- Der Prophet der Barmherzigkeit Muhammad – Szenen aus seinem Leben
- Ein Krug voll Wasser aus den Gärten des Mathnawî
- Das Vorbild ohnegleichen Muhammad al-Mustafã
- Das Rätsel Mensch
- Tropfen vom Wasser des Lebens